# Isaiah Wilkerson
Isaiah Jamal Wilkerson (Staten Island, 13 novembre 1990) è un ex cestista statunitense.